# Collins Fai
2025-|Deportivo la Corogne|007 0(0)
Collins Fai, né le 13 août 1992 à Bamenda, est un footballeur international camerounais. Il joue au poste d'arrière droit.

## Biographie

### En club

#### Formation et début au Cameroun
Collins Fai commence sa carrière au FC Bamenda Academy situé à Bamenda dans la région du Nord-Ouest du Cameroun. Il rejoint ensuite le club de l'Union Douala où il est sacré champion du Cameroun en 2012.

#### Dinamo Bucarest
Le 1er juillet 2013, il signe en Roumanie au Dinamo Bucarest où il joue deux saisons et demie. 

#### Standard de Liège
Le 11 janvier 2016, il rejoint le Standard de Liège pour une durée théorique de quatre ans et demi. Un peu plus de deux mois après son arrivée à Liège, il remporte, sous la houlette de Yannick Ferrera, la finale de la Coupe de Belgique 2016 contre le Club de Bruges et joue tout le match. Le 11 décembre 2016, il reçoit son deuxième carton rouge de la saison face à Westerlo .Pendant les saisons 2017-2018, sous le coaching de Ricardo Sá Pinto, et 2018-2019, avec le retour de Michel Preud'homme comme entraineur, il est titulaire régulier au poste d'arrière droit, termine successivement deuxième puis troisième du championnat de Belgique et gagne la coupe de Belgique 2018 contre le KRC Genk en disputant l'entièreté de la finale. Le 11 mars 2018, lors de dernière journée de la phase régulière du championnat, il inscrit au KV Ostende son premier but pour le Standard et porte le score à 2-3, cette victoire qualifiant in extremis son club pour les Play-offs 1. 
Lors de la saison 2019-2020, la titularisation de  Mërgim Vojvoda à son poste de prédilection lui procure moins de temps de jeu. Vojvoda transféré à l'été 2020, il redevient alors titulaire avec l'entraineur Philippe Montanier pour la première partie de la saison suivante où il délivre six passes décisives mais une blessure aux adducteurs survenue en fin d'année 2020 l'éloigne des terrains pour une grande partie du reste du championnat. Peu utilisé par Mbaye Leye puis par Luka Elsner dans la première partie de la saison 2021-2022, il retrouve du temps de jeu pour quatre rencontres en décembre 2021 dans un Standard en plein tourment. Le 26 décembre 2021, lors de son 162e et dernier match avec le Standard battu 0-1 à Sclessin contre Zulte Waregem, il reçoit en fin de partie une seconde carte jaune synonyme d'exclusion.
Collins Fai est le seul Standardman à avoir disputé 100 % de temps de jeu lors des deux finales de coupe de Belgique gagnées par les Rouches en 2016 et 2018. Edmilson Junior est l'autre joueur du Standard à avoir commencé ces deux finales mais il a été remplacé avant la fin de ces matches.

#### Al Taï Club
Le 29 janvier 2022, il quitte le Standard de Liège six ans après son arrivée pour le club saoudien du Al Taï Club.
Arrivé en fin de contrat en 2023, Collins Fai n'est pas conservé par le club saoudien et le camerounais retourne en Belgique à Liège où vit sa famille.  
En attendant de retrouver un club, Collins Fai s'entraîne avec l'équipe U23 du Standard de Liège.

### En sélection nationale
Fai remporte la CAN 2017 avec l'équipe du Cameroun. Il a débuté comme remplaçant lors de cette compétition mais a su s'imposer lors du second match contre la Guinée BISSAU et n'est plus sorti de l'équipe.
Fai est tout d'abord sélectionné avec l'équipe A' du Cameroun en 2012.

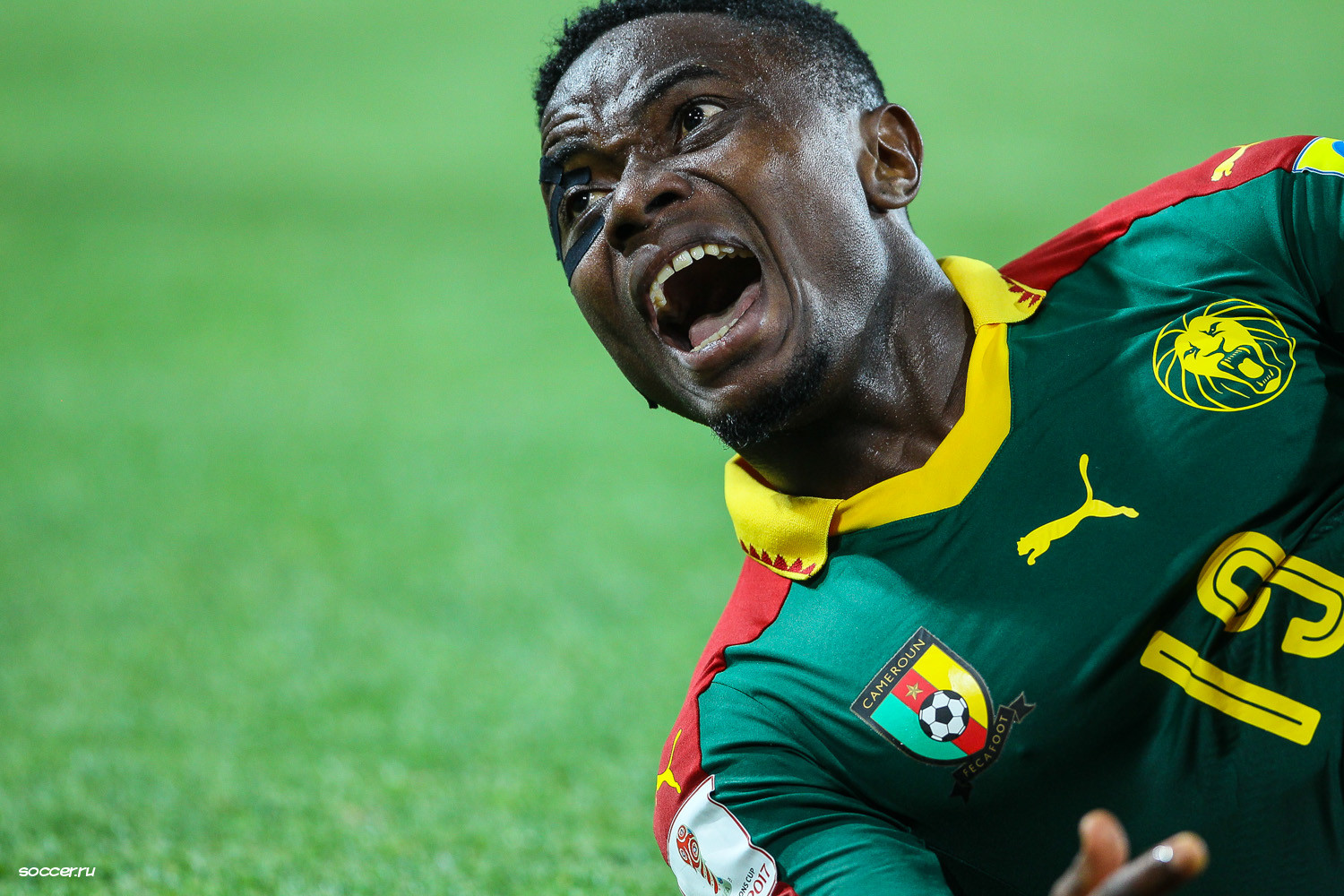
Collins Fai au match de la coupe des confédérations Russie 2017 contre le Chili.

Il honore sa première sélection avec l'équipe A du Cameroun le 11 octobre 2015 contre le Nigeria lors d'un match amical, il rentre à la 67e minute à la place de son compatriote Sébastien Bassong. Le match se termine par une défaite 3 à 0.
Le 10 novembre 2022, il est sélectionné par Rigobert Song pour participer à la Coupe du monde 2022.

## Statistiques
| Saison                | Club                  | Championnat           | Championnat | Championnat | Coupe nationale | Coupe nationale | Coupe de la Ligue | Coupe de la Ligue | Cameroun | Cameroun | Total | Total |   |    |   |     |   |
| Saison                | Club                  | Division              | M.          | B.          | M.              | B.              | M.                | B.                | M.       | B.       | M.    | B.    |   |    |   |     |   |
| 2012                  | Union Douala          | MTN Elite 1           | 18          | 0           | -               | -               | -                 | -                 | -        | -        | -     | -     | - | 1  | 0 | 19  | 0 |
| Sous-total            | Sous-total            | Sous-total            | 18          | 0           | -               | -               | -                 | -                 | -        | -        | -     | -     | - | 1  | 0 | 19  | 0 |
| 2013                  | Njala Quan SA (prêt)  | MTN Elite 1           | 6           | 1           | -               | -               | -                 | -                 | -        | -        | -     | -     | - | -  | - | 6   | 1 |
| Sous-total            | Sous-total            | Sous-total            | 6           | 1           | -               | -               | -                 | -                 | -        | -        | -     | -     | - | -  | - | 6   | 1 |
| 2013-2014             | Dinamo Bucarest       | Liga 1                | 10          | 0           | 1               | 0               | -                 | -                 | -        | -        | -     | -     | - | -  | - | 11  | 0 |
| 2014-2015             | Dinamo Bucarest       | Liga 1                | 24          | 0           | 1               | 0               | 3                 | 0                 | -        | -        | -     | -     | - | -  | - | 28  | 0 |
| 2015-2016             | Dinamo Bucarest       | Liga 1                | 21          | 0           | 3               | 0               | 2                 | 0                 | -        | -        | -     | -     | - | 1  | 0 | 27  | 0 |
| Sous-total            | Sous-total            | Sous-total            | 55          | 0           | 5               | 0               | 5                 | 0                 | -        | -        | -     | -     | - | 1  | 0 | 66  | 0 |
| 2015-2016             | Standard de Liège     | Jupiler Pro League    | 7           | 0           | 1               | 0               | -                 | -                 | -        | -        | -     | -     | - | -  | - | 8   | 0 |
| 2016-2017             | Standard de Liège     | Division 1A           | 18          | 0           | -               | -               | -                 | -                 | -        | -        | C3    | 5     | 0 | 9  | 0 | 32  | 0 |
| 2017-2018             | Standard de Liège     | Division 1A           | 32          | 1           | 6               | 0               | -                 | -                 | -        | -        | -     | -     | - | 5  | 0 | 43  | 1 |
| 2018-2019             | Standard de Liège     | Division 1A           | 30          | 1           | -               | -               | -                 | -                 | -        | -        | C1+C3 | 2+5   | 0 | 9  | 0 | 46  | 1 |
| 2019-2020             | Standard de Liège     | Division 1A           | 8           | 0           | 2               | 1               | -                 | -                 | -        | -        | C3    | 3     | 0 | 3  | 0 | 16  | 1 |
| 2020-2021             | Standard de Liège     | Division 1A           | 19          | 0           | 1               | 0               | -                 | -                 | -        | -        | C3    | 8     | 0 | 4  | 0 | 32  | 0 |
| 2021-2022             | Standard de Liège     | Division 1A           | 11          | 1           | 0               | 0               | -                 | -                 | -        | -        | -     | 23    | 0 | 2  | 0 | 36  | 1 |
| Sous-total            | Sous-total            | Sous-total            | 120         | 3           | 10              | 1               | 5                 | 0                 | -        | -        | -     | 23    | 0 | 33 | 0 | 191 | 4 |
| Total sur la carrière | Total sur la carrière | Total sur la carrière | 202         | 4           | 15              | 1               | 5                 | 0                 | -        | -        | -     | -     | - | 35 | 0 | 257 | 5 |

## Palmarès
- Champion du Cameroun en 2012 avec l'Union Douala.
- Vainqueur de la Coupe de Belgique en 2016 et 2018 avec le Standard de Liège.
- Vainqueur de la CAN 2017
- Meilleur  passeur de la can 2021 (3 passes décisives ).